# Iouri Oussatchiov
Iouri Vladimirovitch Oussatchiov (en russe : Юрий Владимирович Усачёв) est un cosmonaute russe, né le 9 octobre 1957.

## Vols réalisés
Il fut tout d'abord membre des équipages de réserve pour les missions spatiales Mir-13, Mir-14 et Mir-19.
- Lors de la mission Soyouz TM-18 (du 8 janvier 1994 au 9 juillet 1994), il séjourne à bord de la station spatiale Mir, en tant que membre de la mission Mir EO-15.
- Il sert à nouveau à bord de Mir comme ingénieur de bord lors de la mission Soyouz TM-23, du 21 février au 2 septembre 1996, en tant que membre de la mission Mir EO-21.
- Il participe à la mission STS-101, 3e mission vers la Station spatiale internationale (ISS), du 19 au 29 mai 2000.
- Il est commandant de l'Expédition 2, lancée à bord du vol STS-102 effectué par Discovery le 8 mars 2001 et retournée sur Terre le 22 août 2001 à bord du vol STS-105.